# Llista de topònims de Pira
Llista de topònims (noms propis de lloc) del municipi de Pira, a la Conca de Barberà
Informació actualitzada per un bot. Els canvis manuals es perdran quan s'actualitzi!

## casa
| imatge | Nom          | Ubicat a | instància de | Detalls                                  | coordenades                                                                                  | Protecció                                  | Commons (més fotos) | Dades a WD                    |
| ------ | ------------ | -------- | ------------ | ---------------------------------------- | -------------------------------------------------------------------------------------------- | ------------------------------------------ | ------------------- | ----------------------------- |
|        | Cal Celdoni  | Pira     | casa         | Estil: arquitectura barroca 18th century | 41° 25′ 23″ N, 1° 12′ 14″ E / 41.423093°N,1.203799°E ca:Carrer del Doctor Robert, 8 385 msnm | bé cultural d'interès local                |                     | Modifica les dades a Wikidata |
|        | Cal Moro     | Pira     | casa         | Estil: arquitectura popular              | 41° 25′ 23″ N, 1° 12′ 12″ E / 41.42316°N,1.20332°E                                           | bé integrant del patrimoni cultural català |                     | Modifica les dades a Wikidata |
|        | Can Carlà    | Pira     | casa         | Estil: arquitectura popular              | 41° 25′ 24″ N, 1° 12′ 13″ E / 41.4233°N,1.20354°E                                            | bé cultural d'interès local                |                     | Modifica les dades a Wikidata |
|        | Can Sanahuja | Pira     | casa         | Estil: arquitectura eclèctica            | 41° 25′ 24″ N, 1° 12′ 12″ E / 41.42324°N,1.20328°E                                           | bé integrant del patrimoni cultural català |                     | Modifica les dades a Wikidata |

## edifici
| imatge | Nom                                  | Ubicat a | instància de | Detalls                                                                  | coordenades                                                                       | Protecció                   | Commons (més fotos)       | Dades a WD                    |
| ------ | ------------------------------------ | -------- | ------------ | ------------------------------------------------------------------------ | --------------------------------------------------------------------------------- | --------------------------- | ------------------------- | ----------------------------- |
|        | Celler del Sindicat Agrícola de Pira | Pira     | edifici      | Arquitecte: Cèsar Martinell i Brunet Estil: arquitectura modernista 1919 | 41° 25′ 25″ N, 1° 12′ 06″ E / 41.423598°N,1.20177°E ca:Avinguda Arnau de Ponç, 16 | bé cultural d'interès local | Celler Cooperatiu de Pira | Modifica les dades a Wikidata |
|        | Escoles Nacionals                    | Pira     | edifici      |                                                                          | 41° 25′ 18″ N, 1° 12′ 03″ E / 41.42171°N,1.20085°E                                | bé cultural d'interès local |                           | Modifica les dades a Wikidata |

## masia
| imatge | Nom            | Ubicat a | instància de | Detalls | coordenades                                       | Protecció | Commons (més fotos) | Dades a WD                    |
| ------ | -------------- | -------- | ------------ | ------- | ------------------------------------------------- | --------- | ------------------- | ----------------------------- |
|        | Mas d'en Roig  | Pira     | masia        |         | 41° 24′ 51″ N, 1° 10′ 51″ E / 41.4142°N,1.18095°E |           |                     | Modifica les dades a Wikidata |
|        | Mas de l'Amill | Pira     | masia        |         | 41° 25′ 15″ N, 1° 11′ 49″ E / 41.4208°N,1.19688°E |           |                     | Modifica les dades a Wikidata |

## muntanya
| imatge | Nom                 | Ubicat a                  | instància de | Detalls | coordenades                                                         | Protecció | Commons (més fotos) | Dades a WD                    |
| ------ | ------------------- | ------------------------- | ------------ | ------- | ------------------------------------------------------------------- | --------- | ------------------- | ----------------------------- |
|        | Punta del Romeu     | Pira                      | muntanya     |         | 41° 26′ 01″ N, 1° 11′ 09″ E / 41.43369194°N,1.18570417°E 499.4 msnm |           |                     | Modifica les dades a Wikidata |
|        | Tossal d'en Punyet  | Montblanc Blancafort Pira | muntanya     |         | 41° 25′ 37″ N, 1° 10′ 22″ E / 41.42699167°N,1.17273889°E 611.4 msnm |           |                     | Modifica les dades a Wikidata |
|        | Tossal de la Bala   | Pira                      | muntanya     |         | 41° 25′ 21″ N, 1° 12′ 00″ E / 41.4224°N,1.19992°E 423.1 msnm        |           |                     | Modifica les dades a Wikidata |
|        | Tossal de les Creus | Pira                      | muntanya     |         | 41° 25′ 30″ N, 1° 12′ 08″ E / 41.42509444°N,1.20228611°E 412.9 msnm |           |                     | Modifica les dades a Wikidata |
|        | els Ullastres       | Barberà de la Conca Pira  | muntanya     |         | 41° 26′ 00″ N, 1° 11′ 58″ E / 41.4334°N,1.19953°E 514.3 msnm        |           |                     | Modifica les dades a Wikidata |

## Misc
| imatge | Nom                           | Ubicat a                                  | instància de                                   | Detalls                           | coordenades                                                                                              | Protecció                                            | Commons (més fotos) | Dades a WD                    |
| ------ | ----------------------------- | ----------------------------------------- | ---------------------------------------------- | --------------------------------- | --- | ---------------------------------------------------- | ------------------- | ----------------------------- |
|        | Anguera                       | Sarral Barberà de la Conca Pira Montblanc | curs d'aigua                                   | Desemboca: Francolí Llarg: 17.7km | 41° 26′ 48″ N, 1° 19′ 10″ E / 41.446774°N,1.319347°E 41° 22′ 00″ N, 1° 10′ 54″ E / 41.366528°N,1.18168°E |                                                      | Riu Anguera         | Modifica les dades a Wikidata |
|        | Pedrera dels Alzinars         | Pira                                      | pedrera                                        |                                   | 41° 25′ 01″ N, 1° 11′ 38″ E / 41.4168310204352°N,1.19388777373801°E                                      |                                                      |                     | Modifica les dades a Wikidata |
|        | Pira                          | Pira                                      | entitat singular de població capital municipal | 499 hab                           | 41° 25′ 23″ N, 1° 12′ 06″ E / 41.4231°N,1.20176°E 385 msnm                                               |                                                      |                     | Modifica les dades a Wikidata |
|        | Polígon industrial Les Vinyes | Pira                                      | polígon industrial                             |                                   | 41° 24′ 42″ N, 1° 11′ 39″ E / 41.4117369530104°N,1.19413660002457°E                                      |                                                      |                     | Modifica les dades a Wikidata |
|        | Pont a Pira                   | Pira                                      | pont                                           | Estil: arquitectura popular       | | bé integrant del patrimoni cultural català           |                     | Modifica les dades a Wikidata |
|        | Sant Salvador de Pira         | Pira                                      | església                                       | Estil: arquitectura neoclàssica   | 41° 25′ 23″ N, 1° 12′ 13″ E / 41.423028°N,1.203676°E                                                     | bé cultural d'interès local                          |                     | Modifica les dades a Wikidata |
|        | casa consistorial de Pira     | Pira                                      | casa consistorial                              |                                   | 41° 25′ 26″ N, 1° 12′ 08″ E / 41.4239938°N,1.2023249°E                                                   |                                                      |                     | Modifica les dades a Wikidata |
|        | escut de Cal Celdoni          | Pira                                      | escut d'armes element arquitectònic            | Estil: arquitectura barroca       | 41° 25′ 23″ N, 1° 12′ 14″ E / 41.423093°N,1.203799°E ca:Carrer del Doctor Robert, 8                      | bé d'interès cultural bé cultural d'interès nacional |                     | Modifica les dades a Wikidata |
|        | les Eres                      | Pira                                      | cabana                                         |                                   | 41° 25′ 32″ N, 1° 12′ 09″ E / 41.4256032917577°N,1.20247623929165°E                                      |                                                      |                     | Modifica les dades a Wikidata |